# Lễ hội Sayangva
Lễ hội Sayangva là một lễ hội của người đồng bào dân tộc thiểu số Chơ Ro. Là một lễ hội dân gian truyền thống mang nhiều yếu tố tâm linh, một số nét đặc trưng đã mất dần. Ngày nay lễ hội này đã hòa lẫn vào các lễ hội của các dân tộc khác. 